# Yoshinagaia quercus
Yoshinagaia quercus är en svampart som beskrevs av Henn. 1904. Yoshinagaia quercus ingår i släktet Yoshinagaia och familjen Dothioraceae.   Inga underarter finns listade i Catalogue of Life.